# Eric Watson (Filmproduzent)
Eric Watson ist ein US-amerikanischer Filmproduzent und Drehbuchautor. Bekannt wurde er vor allem durch seine Zusammenarbeit mit dem Filmemacher Darren Aronofsky.

## Leben
Eric Watson studierte an der San Francisco State University Broadcast Communication Arts und danach Filmproduktion am American Film Institute (AFI). Er erhielt dort das Mary Pickford Stipendium für ausgezeichnete Leistungen in der Filmproduktion. Am AFI Watson lernte Watson auch Darren Aronofsky und Matthew Libatique kennen.
1995 zog er nach New York City. Dort produzierte er Aronofskys Kurzfilm Protozoa. Beide gründeten danach das Filmproduktionsunternehmen Protozoa Pictures.
Watson fungierte als Produzent von Aronofskys Kinodebüt Pi, für den er gemeinsam mit Aronofsky und Sean Gullette auch die Drehbuchstory entwickelt hatte. Danach produzierte Watson auch Aronofskys Filme Requiem for a Dream und The Fountain. Nach Beendigung dieses Projektes gingen Watson und Aronofsky getrennte Wege.
Watson produzierte später Filme wie Mercury Plains, Vendetta – Alles was ihm blieb war Rache und The Bygone.

## Filmografie (Auswahl)
Produzent
- 1993: Protozoa (Kurzfilm)
- 1998: Pi (π)
- 2000: Requiem for a Dream
- 2002: Below
- 2004: Spooked
- 2006: The Fountain
- 2016: Mercury Plains
- 2017: Vendetta – Alles was ihm blieb war Rache (Aftermath)
- 2019: The Bygone

Executive Producer
- 1999: Saturn
- 2008: My Mother′s Garden (Dokumentarfilm)

Drehbuchautor
- 1998: Pi (π; Story)
- 2022: It Snows All the Time

## Nominierungen
- 1999: Independent Spirit Awards – Nominierung in der Kategorie Best First Feature für Pi; mit Darren Aronofsky
- 2001: Independent Spirit Awards – Nominierung in der Kategorie Best Feature für Requiem for a Dream; mit Palmer West